# Harry Tugend
Harry Tugend (* 17. Februar 1898 in New York City, Vereinigte Staaten; † 11. September 1989 in Los Angeles) war ein US-amerikanischer Drehbuchautor und Filmproduzent.

## Leben
Tugend trat seit Ende des Ersten Weltkriegs als Schauspieler und Sänger an Vaudeville- und Sommerbühnen auf, in den ausgehenden 1920er Jahren kamen auch Verpflichtungen vom Rundfunk (z. B. diverse Fred-Allen-Programme, bei denen er später auch Regie führen sollte) hinzu. Seine Sketche im Rahmen der Ziegfeld Follies (Broadway, vom 4. Januar bis 9. Juni 1934) brachten ihm noch 1934 einen Ruf aus Hollywood ein. Dort engagierte die Twentieth Century Fox den Autor zunächst für die Drehbücher zu einer Reihe von meist heiteren, leichten Geschichten rund um Shirley Temple („Der kleinste Rebell“, „Shirley Ahoi!“, „Armes reiches Mädel“). Auch an Judy Garlands Langfilmeinstand Der springende Punkt war Tugend 1936 beteiligt.
Später verfasste Harry Tugend auch Drehbücher für musikalische Stoffe und ganz auf Wortwitz setzende Komödien mit entsprechenden Stars wie Danny Kaye, Red Skelton, Bob Hope und zuletzt (1963) Jerry Lewis. Nach dem Zweiten Weltkrieg hatte Harry Tugend auch gelegentlich für Paramount Pictures, wohin er zum Jahresbeginn 1941 gewechselt war, als Filmproduzent gearbeitet und fand überdies später im Fernsehen ein weiteres Betätigungsfeld. Seine letzte wichtige Arbeit, das Stück ‘The Wayward Stork’, fand zum Jahresbeginn 1966 am Broadway in New York seine Uraufführung. Diese Komödie floppte jedoch und wurde nach nur fünf Vorstellungen abgesetzt.
Harry Tugend war in den 1930er Jahren auch an der Gründung der US-Standesorganisation der Drehbuchautoren, der Screen Writers Guild, dem Vorgänger der Writers Guild of America, beteiligt.

## Kinofilme
als Drehbuchautor, wenn nicht anders angegeben
- 1935: Der kleinste Rebell (The Littlest Rebel)
- 1935: Shirley Ahoi! (Captain January)
- 1935: King of Burlesque
- 1936: Armes reiches Mädel (Poor Little Rich Girl)
- 1936: Der springende Punkt (Pigskin Parade)
- 1936: Sing, Baby, Sing
- 1936: Wake Up and Live
- 1937: Der Liebesreporter (Love is News)
- 1937: You Can’t Have Everything
- 1937: Ali Baba geht in die Stadt (Ali Baba Goes to Town)
- 1938: Sally, Irene and Mary
- 1938: My Lucky Star
- 1938: Little Miss Broadway
- 1938: Thanks for Everything
- 1939: Second Fiddle
- 1939: Little Old New York
- 1940: Das Haus der sieben Sünden
- 1941: Kiss the Boys Goodbye
- 1941: Caught in the Draft
- 1941: Birth of the Blues
- 1942: The Lady Has Plans
- 1942: Star Spangled Rhythm
- 1943: Let’s Face it
- 1943: True to Life
- 1945: The Trouble With Women (nur Produktion)
- 1946: Cross My Heart (auch Produktion)
- 1947: Goldene Ohrringe (Golden Earrings) (nur Produktion)
- 1948: Die tollkühne Rettung der Gangsterbraut Honey Swanson (A Song is Born)
- 1948: Der Superspion (A Southern Yankee)
- 1949: Spiel zu dritt (Take Me Out to the Ball Game)
- 1950: Varieté-Prinzessin (Wabash Avenue)
- 1951: Darling, How Could You (nur Produktion)
- 1952: Der Weg nach Bali (Road to Bali) (nur Produktion)
- 1952: Eintritt verboten (Off Limits) (nur Produktion)
- 1956: Rindvieh Nr. 1 (Public Pigeon No. 1) (auch Produktion)
- 1961: Die unteren Zehntausend (A Pocketful of Miracles)
- 1963: Der Ladenhüter (Who’s Minding the Store)